# Dragan Ćeran
Dragan Ćeran (in serbo Дpaган Ћepaн?; Kikinda, 6 ottobre 1987) è un calciatore serbo, attaccante del Nasaf Qarshi.

## Palmarès

### Club

#### Competizioni nazionali
- Supercoppa di Macedonia: 1

Vardar: 2015
- Campionato macedone: 1

Vardar: 2015-2016
- Campionato uzbeko: 5

Paxtakor: 2019, 2020, 2021, 2022, 2023
- Coppa d'Uzbekistan: 2

Paxtakor: 2019, 2020
- Supercoppa dell'Uzbekistan: 3

Paxtakor: 2021, 2022
Nasaf Qarshi: 2025

### Individuale
- Capocannoniere del campionato uzbeko: 4

2019 (23 gol), 2020 (21 gol), 2021 (16 gol), 2022 (20 gol)